# Dinh tổng trấn (Venezia)

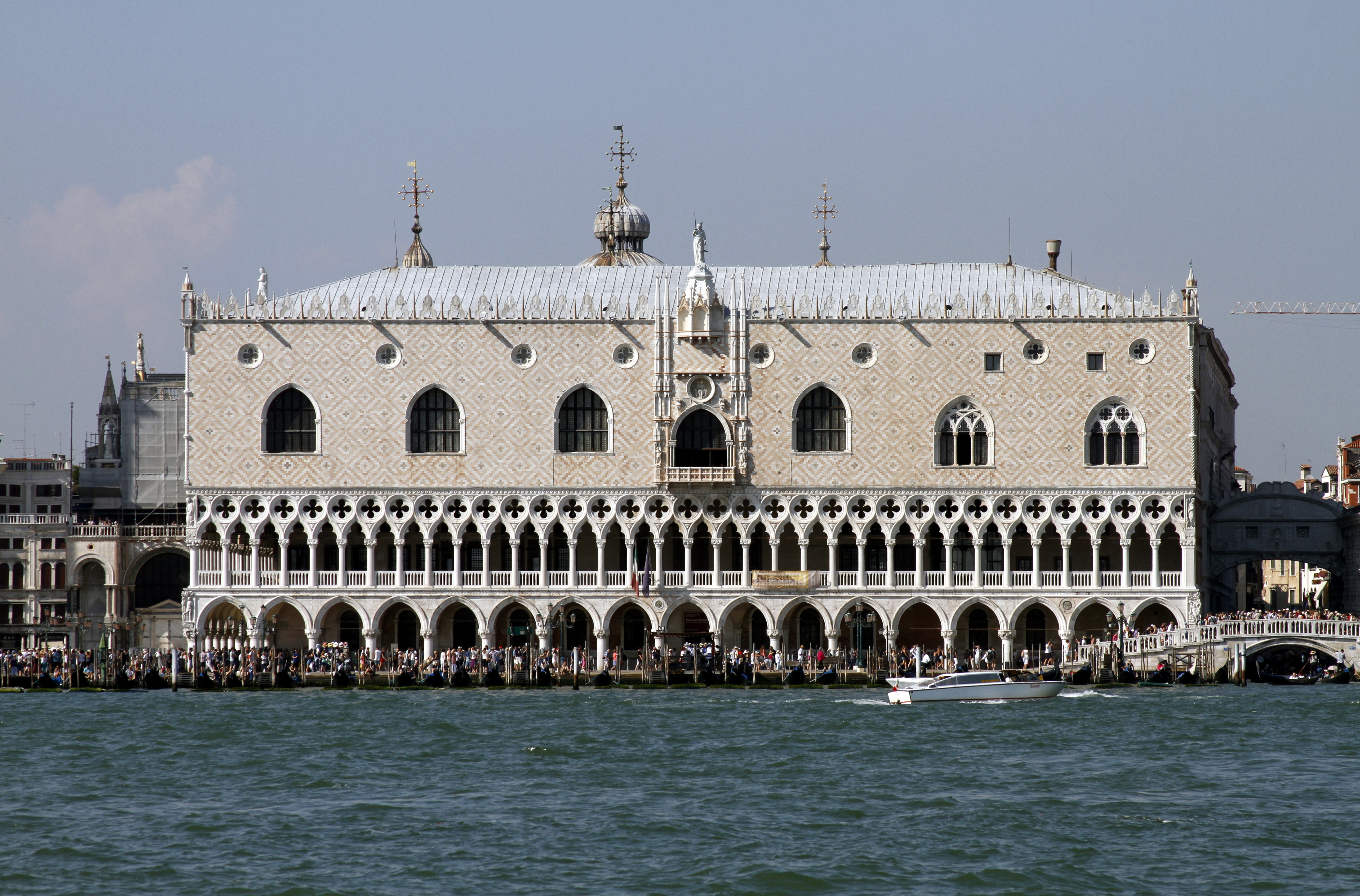
Dinh tổng trấn Venezia

Dinh tổng trấn trong thành phố Venezia từ thế kỷ thứ 9 đã là dinh của vị tổng trấn Venezia và trụ sở của các cơ quan chính phủ và tòa án của Cộng hòa Venice.
Đây là một trong các công trình xây dựng phi tôn giáo thời Gothic quan trọng nhất. Dinh tổng trấn có kích thước 71 x 75 m, nằm ngay cạnh Nhà thờ Thánh Mark. Ở mặt phía đông của dinh là Cầu Than thở, nối liền dinh với trại giam, ở phía tây là Porta Della Carta (Cổng Giấy). Dinh Tổng trấn là một công trình xây dựng tráng lệ với nhiều sảnh rộng lớn. Trong dinh ngày nay là một phòng trưng bày vũ khí với nhiều chiến lợi phẩm từ Thổ Nhĩ Kỳ.
Dinh tổng trấn đầu tiên được xây năm 814 là một công trình xây dựng bằng gỗ, duy nhất chỉ có một chiếc cầu là lối ra vào. Trong thế kỷ 12 dinh được cải tạo và kết hợp vào thành phố. Do thành viên trong hội đồng tăng lên đến gần 900 người nên việc xây một dinh mới đã trở nên cần thiết. Cánh nhà phía nam với Phòng Đại hội đồng (Sala del Maggior Consiglio) bắt đầu được xây dựng năm 1340. Thêm vào đó giữa 1424 và 1438 là cánh nhà phía tây, các phần còn lại của dinh cũ trước đó đã bị giật sập trong lúc này. Cánh nhà phía đông được hình thành trong lần xây dựng thứ ba, đã là nạn nhân của một vụ hỏa hoạn năm 1483. Các công trình tiếp theo sau đó giới hạn trong nội thất của dinh thự, đặc biệt là các phòng riêng cho vị tổng trấn trong cánh phía đông.

## Kiến trúc

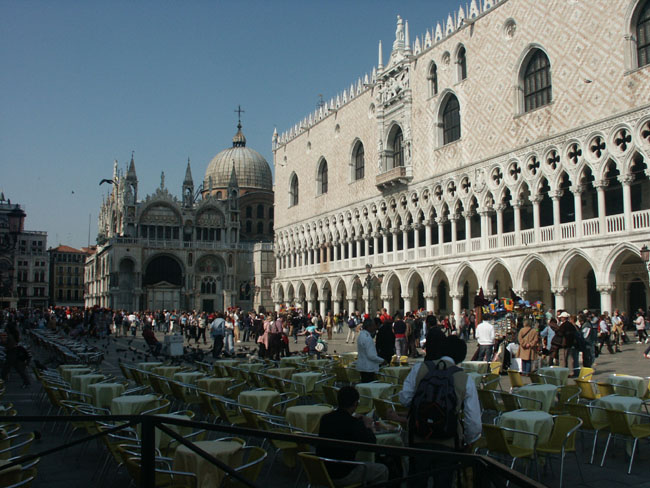
Dinh tổng trấn và Nhà thờ Thánh Mark

Dinh tổng trấn ngày nay phần lớn được xây dựng qua hai đợt như có thể nhìn thấy ở mặt ngoài phía nhìn ra phá. Hai cửa sổ bên phải thấp hơn các cửa sổ còn lại rõ rệt. Chúng được xây trong đợt đầu (1301-1340), khi dãy nhà bên phải được kiến tạo mà từ đó chiếc Cầu than thở dẫn vào trại giam ở phía bên kia kênh. Cánh nhà bên trái được xây từ năm 1340 đến 1450. Người lãnh đạo xây dựng và điêu khắc gia là Filippo Calendario, một nhà nghệ thuật nổi bật mà chỉ được đánh giá cao qua các công cuộc nghiên cứu mới đây. Ông đã bị kết tội là người đồng mưu với vị tổng trấn Marino Faliero (1285-1355), là người được cho rằng đã có âm mưu đảo chính lật đổ chế độ Cộng hòa Venezia, và bị tử hình trong năm 1355. Có lẽ đó cũng là nguyên do cho sự hờ hững cả một thời gian dài trong lịch sử nghệ thuật đối với ông.
Kiến trúc của dinh tổng trấn rất độc đáo và có thể nhận thấy ngay tại các công trình xây dựng sao chép lại sau này. Phong cách Gothic của Venezia khác biệt về cơ bản với phong cách Gothic của miền bắc châu Âu. Tính vươn lên trong chiều cao của Gothic Bắc Âu bị hạn chế vì nền đất xây dựng không vững chắc của Venezia.

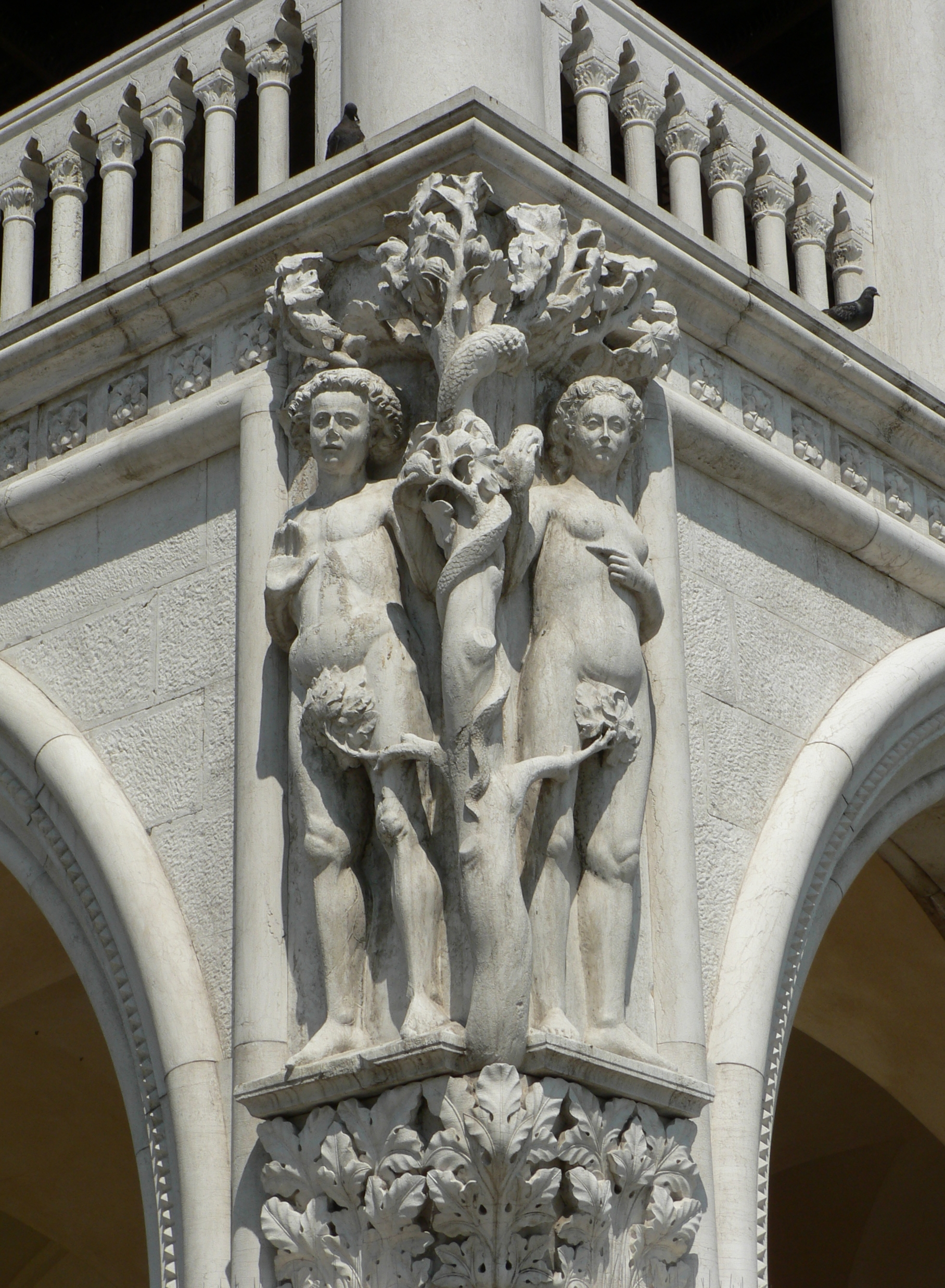
Adam và Eva

Ba lần bị cháy trong thế kỷ 15 và thế kỷ 16, dinh tổng trấn bao giờ cũng được tái xây dựng lại theo phiên bản cũ. Tuy vậy nội thất bên trong lại được trang bị theo thời trang đang thịnh hành.
Trên một đầu cột của tầng trên là tác phẩm miêu tả tội lỗi của Adam và Eva cạnh cây tri thức với con rắn. Các kết quả nghiên cứu mới về kết cấu của dinh thự đã xác nhận các biên niên sử cũ rằng tượng tranh trí này chủ yếu hình thành trong khoảng thời gian từ khi bắt đầu xây dựng (1340) cho đến khi Filippo Calandario bị xử tử (1355).
Trên một đầu cột khác tại góc dinh thự cạnh Ponte della Paglia là tác phẩm điêu khắc miêu tả Noah đang say rượu đi lảo đảo làm đổ rượu vang ra khỏi chén. Người con trai Sem che đậy thân hình cha bằng một tấm vải và đưa tay che chở bảo vệ. Một người con trai khác của Noah, Ham, dường như dửng dưng làm cho người khác chú ý đến tình cảnh khó xử này.
Các tác phẩm trên đầu cột tầng dưới mang các chủ đề thường hay thấy ở phía ngoài của nhà thờ và dinh thự thời đấy: mô tả các tháng trong năm, các chòm sao, nghệ thuật, hình ảnh từ Cựu Ước và Tân Ước cũng như là lịch sử thành phố.
Ở mặt nhìn ra quảng trường là hai cột có màu đỏ hơn các cột khác. Đây nguyên là nơi tuyên án tử hình. Gần ngay đấy là hình tượng của quyền lực xét xử: nữ thần Justitia trong thần thoại La Mã tượng trưng cho công bằng và pháp lý với thanh gươm và cuộn giấy giữa hai con sư tử. Đây cũng là một tác phẩm của Filippo Calendario.

## Sân trong
Các công trình kiến trúc tại sân trong có nguồn gốc khoảng năm 1500. Mặt ngoài của cánh phía đông là một công trình mới của thế kỷ 15 theo phong cách Phục Hưng. Đây là minh chứng đầu tiên cho thời Phục Hưng tại Venezia.
Một cầu thang có tên Scala dei giganti dẫn từ sân trong lên tầng trên nơi tổng trấn cư ngụ. Cầu thang mang tên này là do có hai bức tượng to lớn mô tả thần Mars và Neptune trong thần thoại La Mã do Jacopo Sansovino sáng tác năm 1567. Cạnh nơi này là hòm thư đặc biệt Bocca di Leone đã đóng một vai trò quan trọng trong lịch sử Venezia. Đây là hòm thư dành để tố cáo như tấm bảng ghi chú. Nếu muốn tường trình việc gì bất lợi cho một người khác và có hai nhân chứng thì người ta chỉ cần ném một tin nhắn vào miệng của tấm mặt nạ này và hội đồng hành chính thành phố sẽ điều tra về việc đấy.

## Nội thất

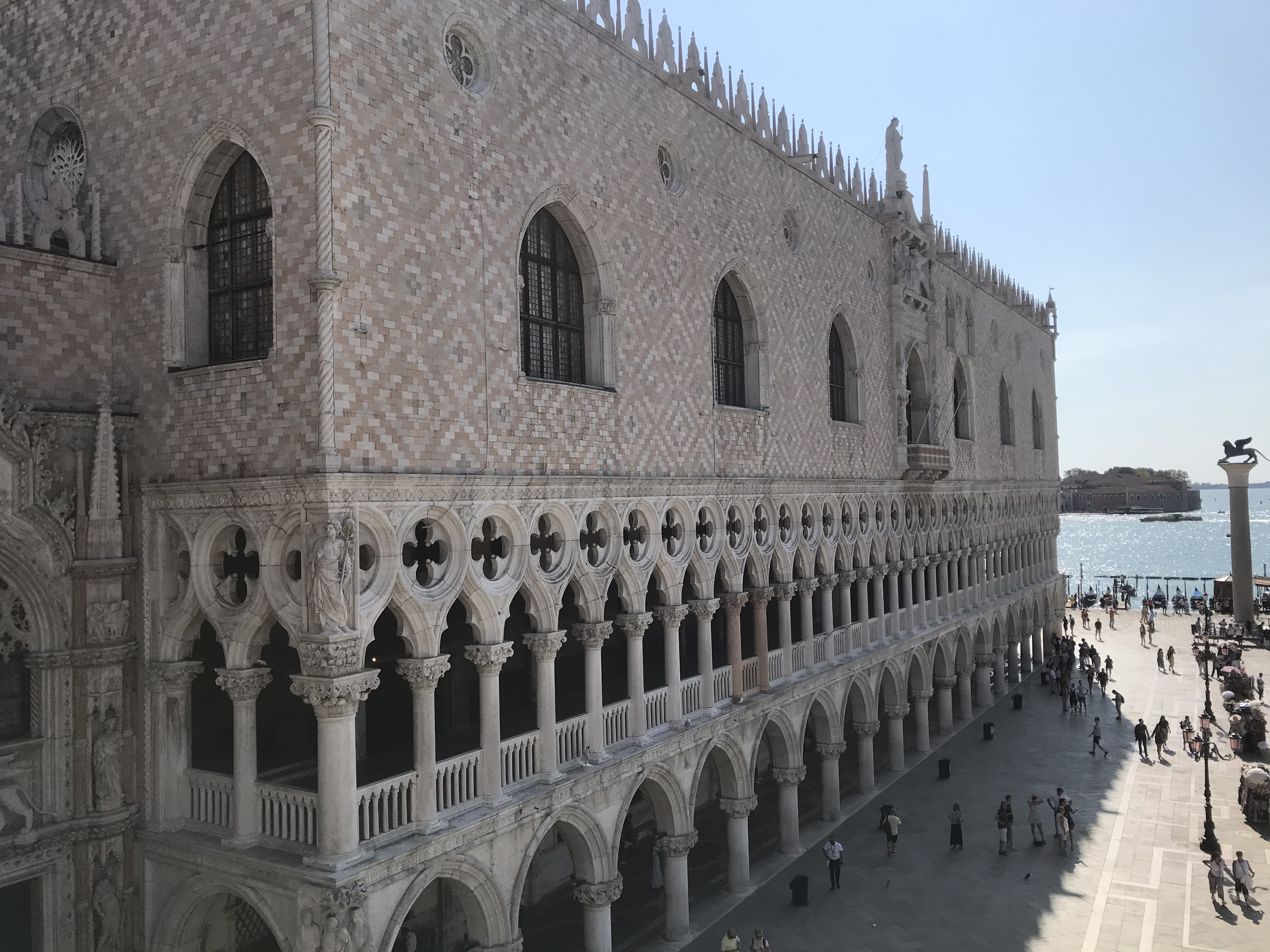
Phòng trưng bày vũ khí

Phần trên của các bức tường và đặc biệt là trần nhà được trang trí rất tráng lệ. Việc trang trí phần khung phía dưới trần nhà rất được coi trọng, thường là tranh vẽ của những nhà nghệ sĩ dẫn đầu trong Venezia mà chủ đề chính là ca ngợi thành phố. Phòng Đại hội đồng với chiều dài 54 m là căn đại sảnh lớn nhất của dinh có cửa sổ nhìn ra phá và nhìn vào sân trong. Khoảng 1.000 quý tộc có quyền chọn lựa tổng trấn đã hội họp tại đây. Chiếm toàn bộ bức tường phía sau là tranh "Thiên đường" của Jacopo Tintoretto (1588-1589). Tranh này được vẽ sau khi vụ hỏa hoạn năm 1577 đã đốt cháy các bức tranh trước đó của Bellini, Carpaccio và Tizian.

## Nhà giam
Phần nổi tiếng trong dinh tổng trấn và cũng được biết đến trong văn học là nhà giam với nhiều phòng giam trong hai tòa nhà được nối với nhau bằng Cầu Than thở. Trong dinh tổng trấn có vài phòng giam tại tầng trệt và 6 hay 7 phòng giam ngay dưới mái nhà bọc chì. Sau đấy là Cầu Than thở và các phòng giam bên kia cầu được xây trong thế kỷ 16. Thật ra trong lịch sử không có nhiều tù nhân trong trại giam này. Trong thế kỷ 18 thường không có nhiều hơn 6 hay 7 tù nhân đồng thời ngồi tù.